# Il Nazionale
Il Nazionale fu un quotidiano stampato a Firenze dal 1º dicembre 1848 al 18 ottobre 1850. 

Di opinione liberal-moderata e diretto da Celestino Bianchi, appoggiò il triumvirato rivoluzionario di Giuseppe Montanelli, Giuseppe Mazzoni e Guerrazzi, cercando di evitare una soluzione repubblicana alla crisi toscana e prospettando una soluzione federalista evitando la dissoluzione degli stati (come sostenevano Gioberti e Mamiani) e opponendosi a qualsiasi unione con la Repubblica romana del 1849 di Mazzini. Vi collaborò tra gli altri Carlo Collodi. 

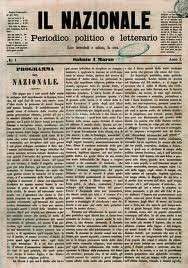
La prima pagina del quotidiano Il Nazionale

Con la legge del Granduca di Toscana del 6 maggio 1847 che permetteva una certa libertà di stampa fu possibile la pubblicazione del quotidiano. Dopo la caduta del triunvirato e la presa del potere dei moderati in nome del granduca (12 aprile 1849), le autorità granducali inasprirono il controllo sulla stampa. Il direttore del Nazionale, Cesare Tellini fu arrestato e il quotidiano fu obbligato a sospendere le pubblicazioni per tre mesi (18 maggio-15 agosto 1849). Il 16 agosto riprese le pubblicazioni, adottando una linea ancora più decisa di opposizione al governo granducale. Attaccò il governo per l'infeudazione della Toscana all'Austria e per le misure liberticide. 
Il 18 ottobre 1850, dopo la condanna del direttore responsabile Beniamino Bianchi, Il Nazionale fu soppresso dal governo granducale.